# Trumresa
Trumresa är en metod inom schamanism för att uppnå ett annat sinnestillstånd (se trans) med hjälp av trummans rytm. På en trumresa förväntas man ofta träffa djur, varav ett eller flera kan vara ens eget/egna kraftdjur (eller maktdjur).